# Ao no Hako
Ao no Hako (japonês: アオのハコ) é uma série de mangá japonesa escrita e ilustrada por Kouji Miura. Foi serializada na Weekly Shōnen Jump da Shueisha desde abril de 2021, com seus capítulos coletados em 21 volumes tankōbon em julho de 2025. Uma adaptação de série de anime para televisão produzida pela TMS Entertainment e animada pela Telecom Animation Film estreou em outubro de 2024.

## Sinopse
A série se concentra em Taiki Inomata, um aluno da Eimei Junior and Senior High, uma escola voltada para o atletismo, onde ele é membro do time masculino de badmínton e é considerado simplesmente mediano. Todas as manhãs, ele treina para melhorar cedo na academia, geralmente no mesmo horário e local que sua veterana Chinatsu Kano, a estrela do time de basquete feminino. Taiki rapidamente se apaixona por ela, mas inicialmente fica tímido demais para falar com ela, apesar do tempo que passam juntos. No entanto, sua sorte muda quando Chinatsu se muda para a casa da família de Taiki depois que seus pais deixam o Japão para trabalhar no exterior . Com Chinatsu agora morando com ele, Taiki pretende desenvolver lentamente seu relacionamento com ela enquanto ambos se esforçam para chegar ao campeonato nacional com seus respectivos times.

## Mídia

### Mangá
Escrito e ilustrado por Kouji Miura, Ao no Hako começou sua serialização na revista shōnen da Shueisha, Weekly Shōnen Jump, em 12 de abril de 2021. A Shueisha reuniu seus capítulos em volumes tankōbon individuais. O primeiro volume foi lançado em 4 de agosto de 2021. Em 4 de julho de 2025, 21 volumes foram lançados.
Em 3 de agosto de 2020, a versão one-shot de Ao no Hako foi publicada no Weekly Shōnen Jump.
Ao no Hao foi licenciada para publicação simultânea na América do Norte, assim como é lançada no Japão, com seus capítulos sendo lançados digitalmente pela Viz Media em seu site Shonen Jump. A Shueisha também publica simultaneamente a série em inglês gratuitamente no aplicativo e site Manga Plus. Em fevereiro de 2022, a Viz Media anunciou que havia licenciado a série em formato impresso; o primeiro volume foi lançado em 1º de novembro do mesmo ano.

### Anime
Uma adaptação para série de anime foi anunciada em novembro de 2023. Planejado e produzido pela TMS Entertainment, é animado pela Telecom Animation Film e dirigido por Yūichirō Yano, com Yūko Kakihara cuidando da composição da série e Miho Tanino desenhando os personagens. A série estreou em 3 de outubro de 2024, na TBS e suas afiliadas, e terá duração de dois anos consecutivos. Para o primeiro tribunal, o tema de abertura é "Same Blue" de Official Hige Dandism, enquanto o tema de encerramento é "Teenage Blue" (ティーンエイジブルー) de Eve; para o segundo tribunal, o tema de abertura é "Saraba" (然らば)  de Macaroni Empitsu, enquanto o tema de encerramento é "Contrast" (コントラスト)  de TOMOO. A Netflix licenciou a série e está transmitindo-a em todo o mundo.

## Recepção

### Popularidade
Em agosto de 2021, o primeiro volume do mangá tinha mais de 170.000 cópias em circulação em menos de uma semana após seu lançamento. Em junho de 2021, foi indicado ao sétimo prêmio Next Manga na categoria Melhor Mangá Impresso; ficou em oitavo lugar entre 50 indicados, mas ganhou o Prêmio Global. A série ficou em quarto lugar na lista de quadrinhos recomendados pelos funcionários da livraria nacional de 2022.

### Resposta crítica
Anthony Gramuglia, da Comic Book Resources (CBR), declarou: "Ao no Hako é uma história sentimental sobre conexão humana. É lindamente desenhada, às vezes parecendo mais um shōjo do que um shōnen típico. Se Ao no Hako continuar, provavelmente se tornará uma entrada séria e sincera no catálogo romântico da Shōnen Jump. Timothy Donohoo, do CBR, comparou Ao no Hako a Witch Watch, de Kenta Shinohara, e Don't Blush, Sekime-san! de Shigure Tokita, devido a ambas as séries terem conceitos e aspectos românticos semelhantes.